# Ангельские глазки (фильм)
«Ангельские глазки» (англ. Eyes of an Angel; вариант перевода названия «Глаза ангела») — кинофильм 1991 года.

## Сюжет
Бобби живёт в Чикаго и в одиночку воспитывает дочь, после смерти её матери. Кисси, брат покойной, дядя девочки, воротила теневого бизнеса, устраивающий собачьи бои. Собаку по кличке Триполи, после проигранного боя, полуживой сбросили с моста. Дочка Бобби спасла добермана и, выходив, оставила у себя. Между тем дядя, решив забрать племянницу к себе, подставляет Бобби. Отец с дочерью вынуждены бежать и оставить собаку, пытаясь добраться до Лос-Анджелеса. Громилы Кисси преследуют их. Но за девочкой устремились не только они. Преданный Триполи находит её за тысячи километров и помогает справиться с бандитами.

## В ролях
- Джон Траволта — Бобби
- Элли Рааб — девочка
- Тито Лэррайв — дядя Кисси
- Ричард Идсон — громила
- Винсент Гастаферро — громила
- Джеффри ДеМанн — Джорж
- Лайза Циглер — жена Джоржа

## Номинации
- 1991 — Deauville Film Festival
  - Critics Award (Роберт Хармон)